# Balma
Balma es una localidad y comuna francesa situada en el departamento de Alto Garona y la región de Occitania.

## Demografía
| 546 | 544 | 603 | 635 | 785 | 802 | 863 | 883 | 840 | 835 | 795 | 797 | 877 | 893 | 944 | 916 | 965 | 913 | 909 | 886 | 821 | 868 | 937 | 966 | 1 276 | 1 724 | 2 890 | 4 276 | 7 127 | 8 117 | 9 506 | 11 944 | 12 946 |
| Para los censos de 1962 a 1999 la población legal corresponde a la población sin duplicidades (Fuente: INSEE [Consultar]) |     |     |     |     |     |     |     |     |     |     |     |     |     |     |     |     |     |     |     |     |     |     |     |       |       |       |       |       |       |       |        |        |

## Personalidades relacionadas con la comuna
- José Cabanis (1922-2000), escritor, miembro de la Academia francesa

## Monumentos

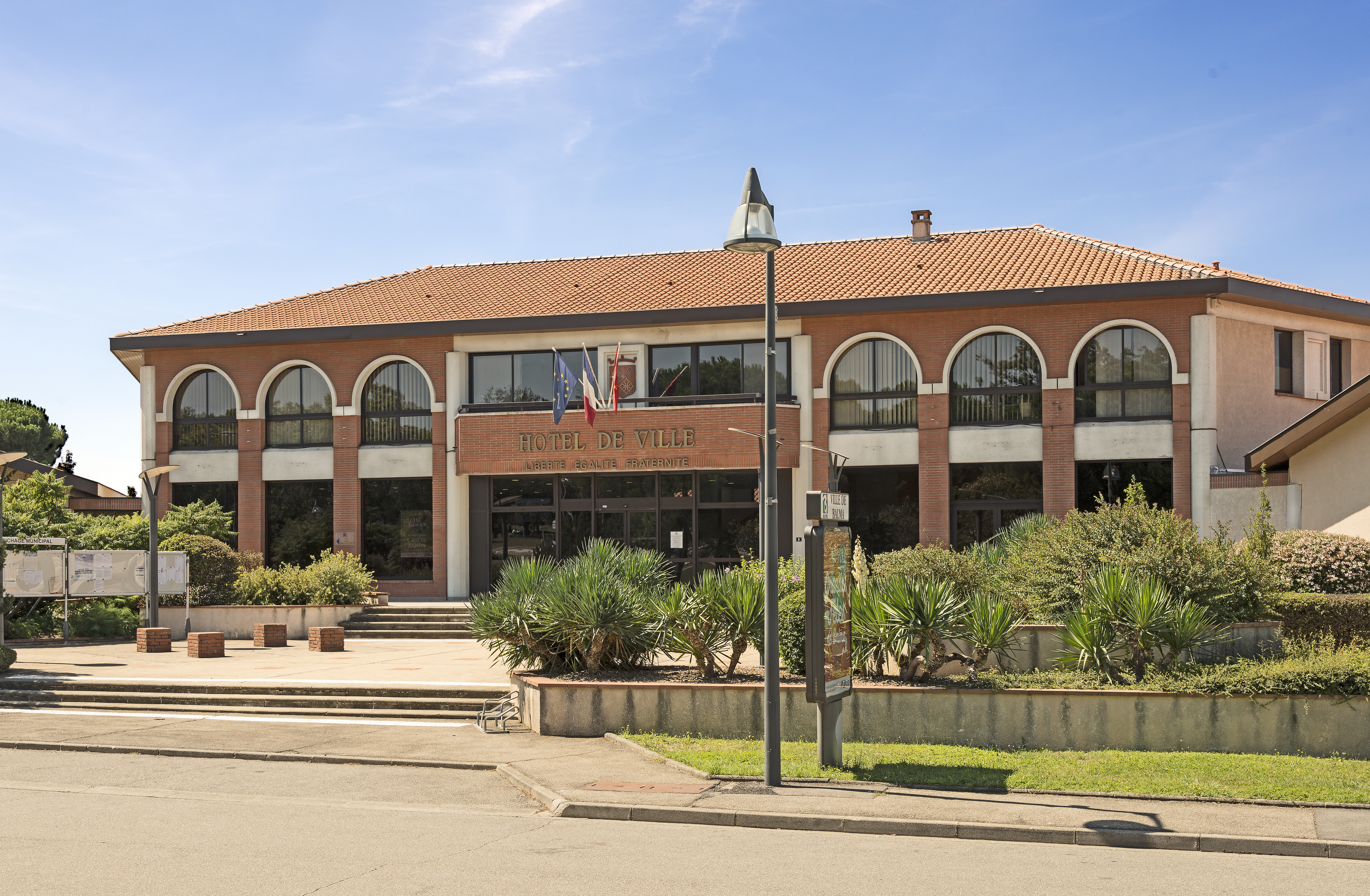
Ayuntamiento
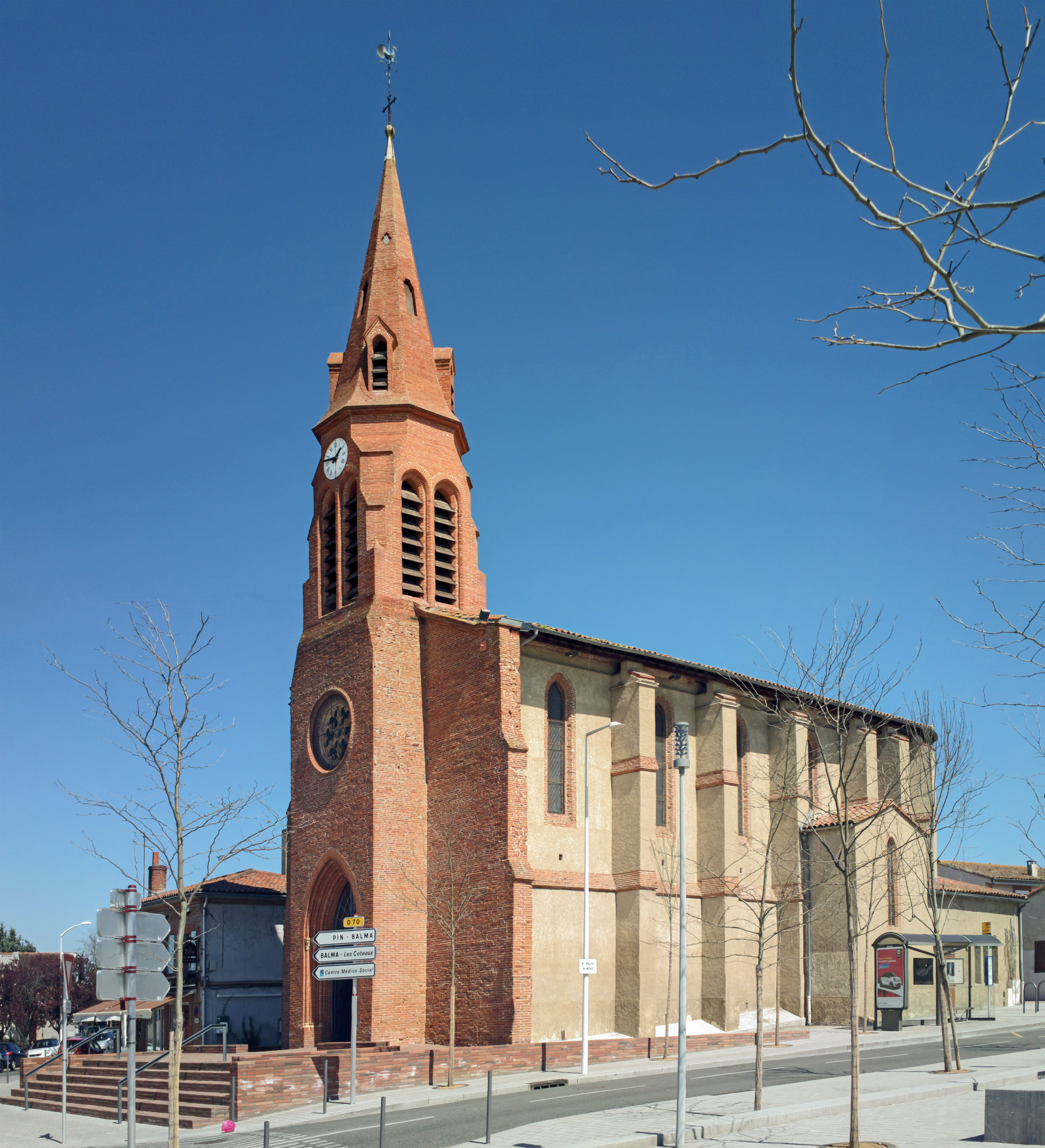
Iglesia Saint-Joseph
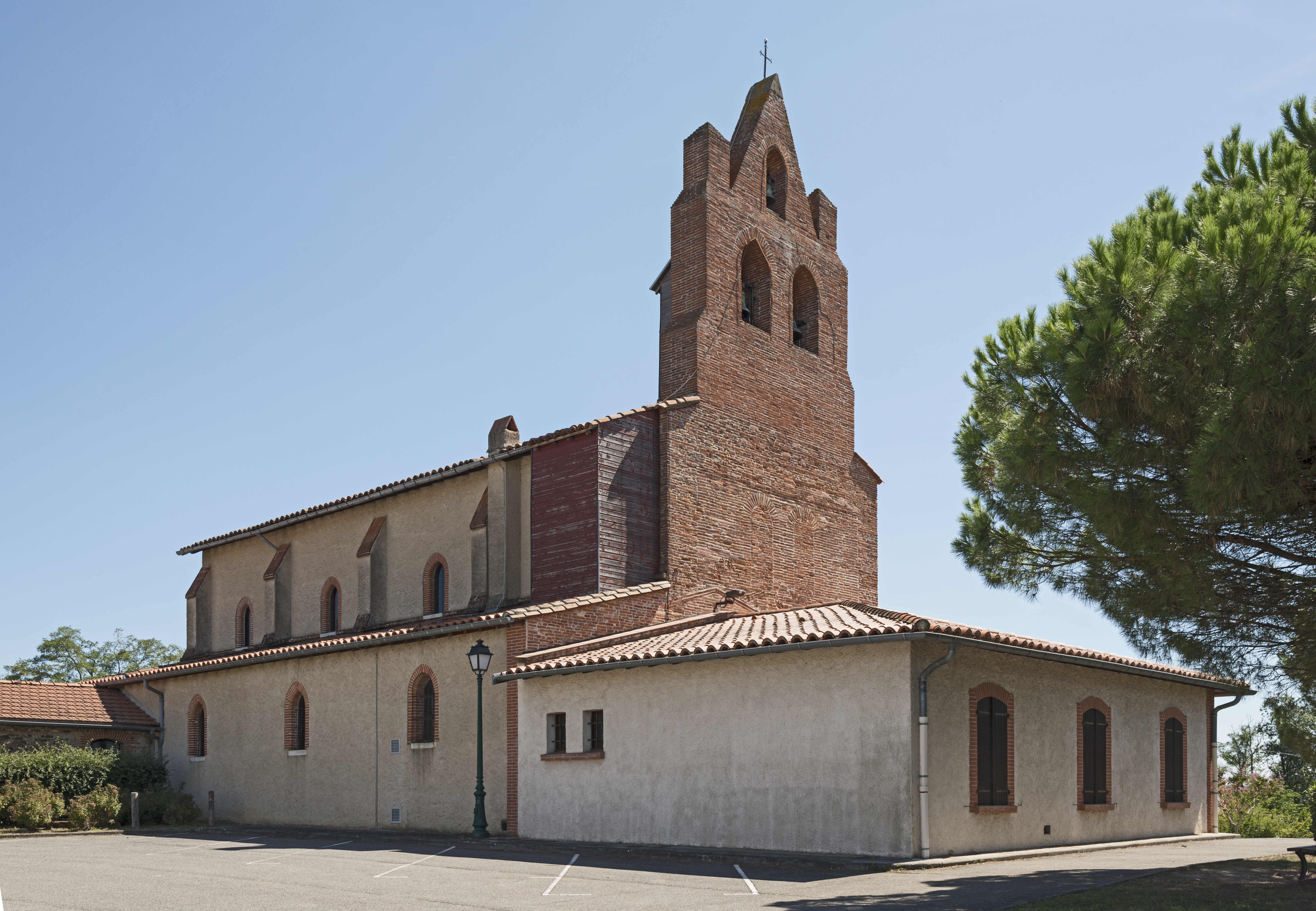
Simbahan Saint-Martin-de-Boville
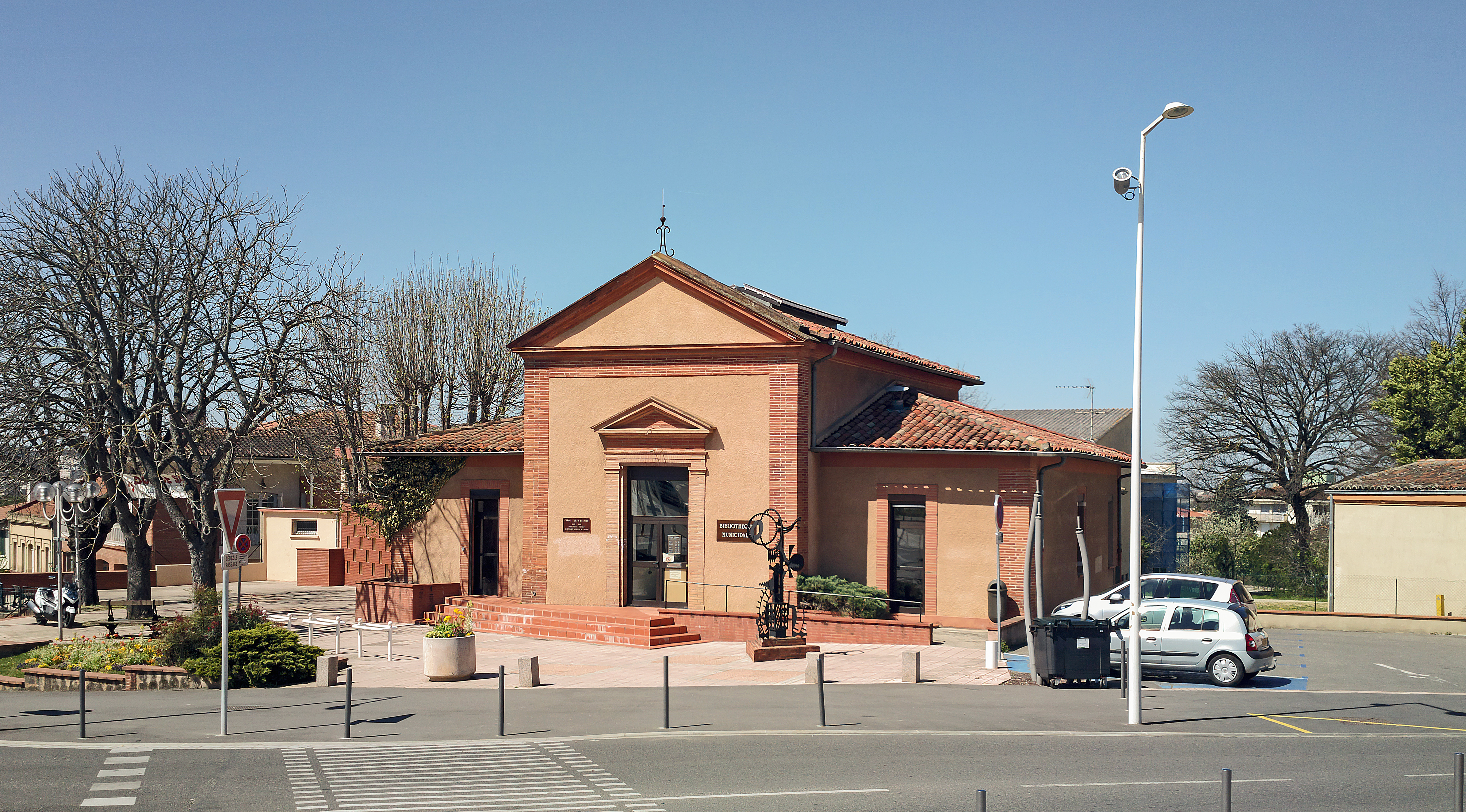
Biblioteca Pública
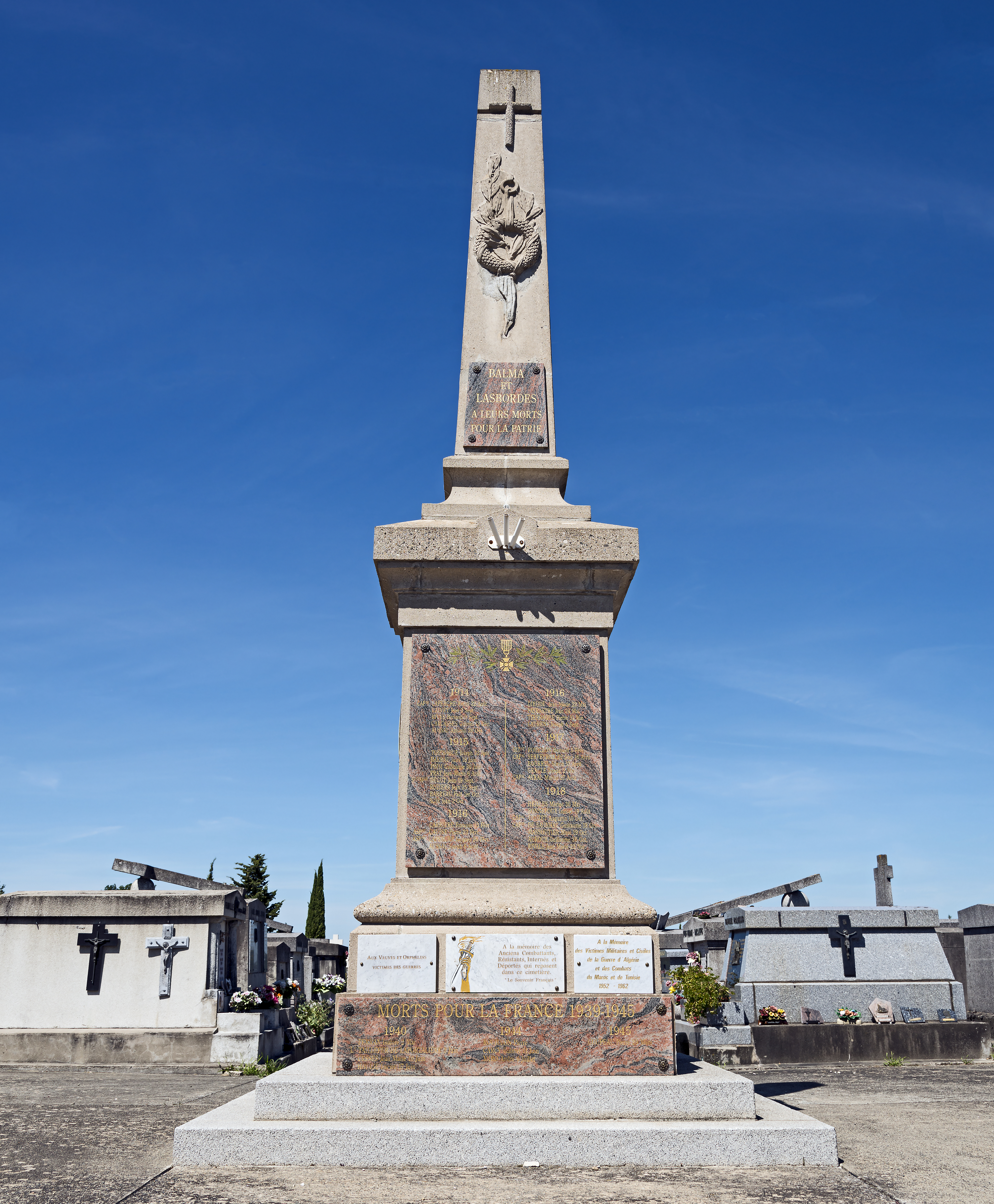
Monumento a los Caídos